# Caballo hannoveriano
El caballo hannoveriano, de sangre templada, es originario de Hannover, Alemania y en la actualidad es una de las razas de warmbloods más populares en todo el mundo. 

## Historia
Entre sus antepasados encontramos ejemplares de la raza holsteiner, pura sangre inglés y de un primer caballo originario de la región de Hannover. Como resultado de los cruces y selecciones se obtuvo un animal ligero y con aires elegantes que podía ser empleado tanto montado como enganchado, pero con una fortaleza tal que le daba aptitudes para trabajos de campo. Posteriormente y debido a la merma que sufrió la raza durante la Primera y Segunda Guerra Mundial, se introdujo en la crianza la sangre de sementales Trakehner, esta última mezcla le dio mayor ligereza, potencia y libertad a los aires del Hannoveriano.

## Características
Actualmente la raza tiene una alzada de entre 1.55 y 1.60m. y una buena conformación. Posee una cabeza de tamaño medio, ligera pero imponente y elegante. El cuello se caracteriza por ser largo y fino sin que ello le reste fuerza. El cuerpo es de longitud media, ancho y fuerte y termina en una grupa musculosa y un tanto plana. La cola tiene una inserción alta y un porte elevado. Las extremidades son relativamente cortas, lo que acentúa la masividad de su figura. Los huesos de las cañas sin embargo son fuertes y en general las articulaciones son grandes y pronunciadas. Estos caballos se caracterizan por tener cascos resistentes y bien formados. Los hay de todas las capas, pero las más comunes son el alazán (desde lo más claro al más oscuro), los tordos y los negros
Es un caballo de temperamento agradable y dócil. Su presencia y conformación lo hacen ideal para actividades como la doma clásica o adiestramiento (dressage), pues posee aires atléticos, elásticos y rítmicos. También es empleado con frecuencia en las pruebas de salto.
En el ranking por libros de orígenes publicado por la Federación Mundial de Criadores de Caballos de Deporte (WBFSH en sus siglas en inglés) según los resultados obtenidos en competiciones oficiales de la FEI en 2010, la raza hannoveriana ocupó la segunda posición en doma clásica, la séptima en salto y la primera en concurso completo.